# هوغو أوبير
هوغو أوبير (بالألمانية: Hugo Huppert)‏ (و. 1902 – 1982 م) هو لغوي، وشاعر، ومؤلف، ومترجم، وكاتب نمساوي، كان عضوًا في الحزب الشيوعي النمساوي، والحزب الشيوعي السوفيتي، توفي في فيينا، عن عمر يناهز 80 عاماً.

## التعليم
تعلم في Institute of Red Professors ‏.

## جوائز
حصل على جوائز منها:
- وسام شارة الشرف
- الجائزة الوطنية لجمهورية ألمانيا الديمقراطية

## روابط خارجية
- هوغو أوبير على موقع ديسكوغز (الإنجليزية)